# Max Th. von Gimborn
Max Theodor Heinrich von Gimborn (Emmerich, 28 maart 1872 - Doorn, 23 oktober 1964), was een inktfabrikant en  grondlegger van het Von Gimborn Arboretum Gimbornhof aan de Velpereng 13 in Doorn. 
Max van Gimborn was de zoon van apotheker Heinrich von Gimborn uit Emmerich. Hij was gehuwd met Gerda Dietz. In 1916 kreeg hij de Nederlandse nationaliteit.
In Emmerich verzamelde van Gimborn zijn eerste dennen, maar er was "te veel rook van die stoomboten. Mijn blauwdennen hadden aan de eene zijde een heerlijke kleur, doch waren aan den anderen kant totaal zwart geblakerd". In 1904 begon hij een inktfabriek in Zevenaar met kantoor in het pand “De Doelen”.
Zijn bomentuin in Zevenaar bestaat nog altijd. Zijn grote liefde waren de coniferen. Die gedijen over het algemeen op zandgrond beter dan op de klei van Zevenaar. Daarom ging hij op zoek naar een andere plaats om zijn (naald-)bomenverzameling te vestigen. 

## Doorn
In 1907 legde hij in Zevenaar zijn eerste bomenverzameling aan op een terrein van 5 hectare dat werd ontworpen door de Berlijnse tuin- en landschaparchitect J.P. Grossman. 
In 1924 kocht hij een terrein van 47 ha. aan de Vossensteinsesteeg in Doorn. Hij ging zelf ook in Doorn wonen. Het plan om op de kop van de heidetuin in het arboretum een huis te bouwen ging echter niet door. 
Hij gaf de tuinarchitect Gerard Bleeker opdracht om een 'park tevens arboretum' te ontwerpen in Engelse landschapsstijl. 
Het kantoor verhuisde eerst mee naar Doorn, maar ging later terug naar Zevenaar. In 1931 verkocht Von Gimborn zijn bedrijf aan Pelikan. Na zijn dood kwam de tuin in eigendom van de Universiteit Utrecht.